# رابرت گرین
رابرت پل گرین (انگلیسی: Robert Paul Green؛ زادهٔ ۱۸ ژانویهٔ ۱۹۸۰) بازیکن فوتبال پیشین اهل انگلستان است.
وی سابقه ۱۲ بازی برای تیم ملی فوتبال انگلستان را در کارنامه دارد، همچنین پست تخصصی او دروازه‌بان است.
او در تاریخ ۳۱ مه رسماً از فوتبال خداحافظی کرد.